# Pingwin skalny
Pingwin skalny, skocz skalny (Eudyptes chrysocome) – gatunek ptaka z rodziny pingwinów (Spheniscidae), występujący w wodach subantarktycznych, w południowo-zachodniej części Oceanu Spokojnego i Indyjskiego, oraz w południowo-zachodniej części Oceanu Atlantyckiego u wybrzeży Ameryki Południowej i na wyspach subantarktycznych.
Komisja Faunistyczna Sekcji Ornitologicznej Polskiego Towarzystwa Zoologicznego wymienia go na liście gatunków stwierdzonych w Polsce, lecz nie zaliczonych do awifauny krajowej (kategoria E w klasyfikacji AERC – pojaw nienaturalny). Został stwierdzony w Polsce raz – w 1966 roku schwytano w Międzywodziu samicę pochodzącą z hodowli.

## Systematyka
Gatunek ten po raz pierwszy zgodnie z zasadami nazewnictwa binominalnego opisał w 1781 roku Johann Reinhold Forster, nadając mu nazwę Aptenodytes chrysocome. Jako miejsce typowe autor wskazał Tasmanię i Falklandy; w 1974 roku uściślono je do falklandzkiej wyspy Kidney Island. Obecnie pingwin skalny zaliczany jest do rodzaju Eudyptes.
Do niedawna wyróżniano trzy podgatunki E. chrysocome, jednak ostatnio przeprowadzone badania podnoszą podgatunek E. c. moseleyi (pingwin długoczuby) do rangi gatunku. Niektórzy autorzy proponują uznanie wszystkich trzech podgatunków za osobne gatunki.
Międzynarodowy Komitet Ornitologiczny (IOC) i autorzy Kompletnej listy ptaków świata wyróżniają dwa podgatunki E. chrysocome:
- E. c. chrysocome (J.R. Forster, 1781) – pingwin skalny – od przylądka Horn do Falklandów
- E. c. filholi F.W. Hutton, 1879 – pingwin różowodzioby – Wyspy Kerguelena (południowy Ocean Indyjski), subantarktyczne wyspy Nowej Zelandii i Australii[4][10]

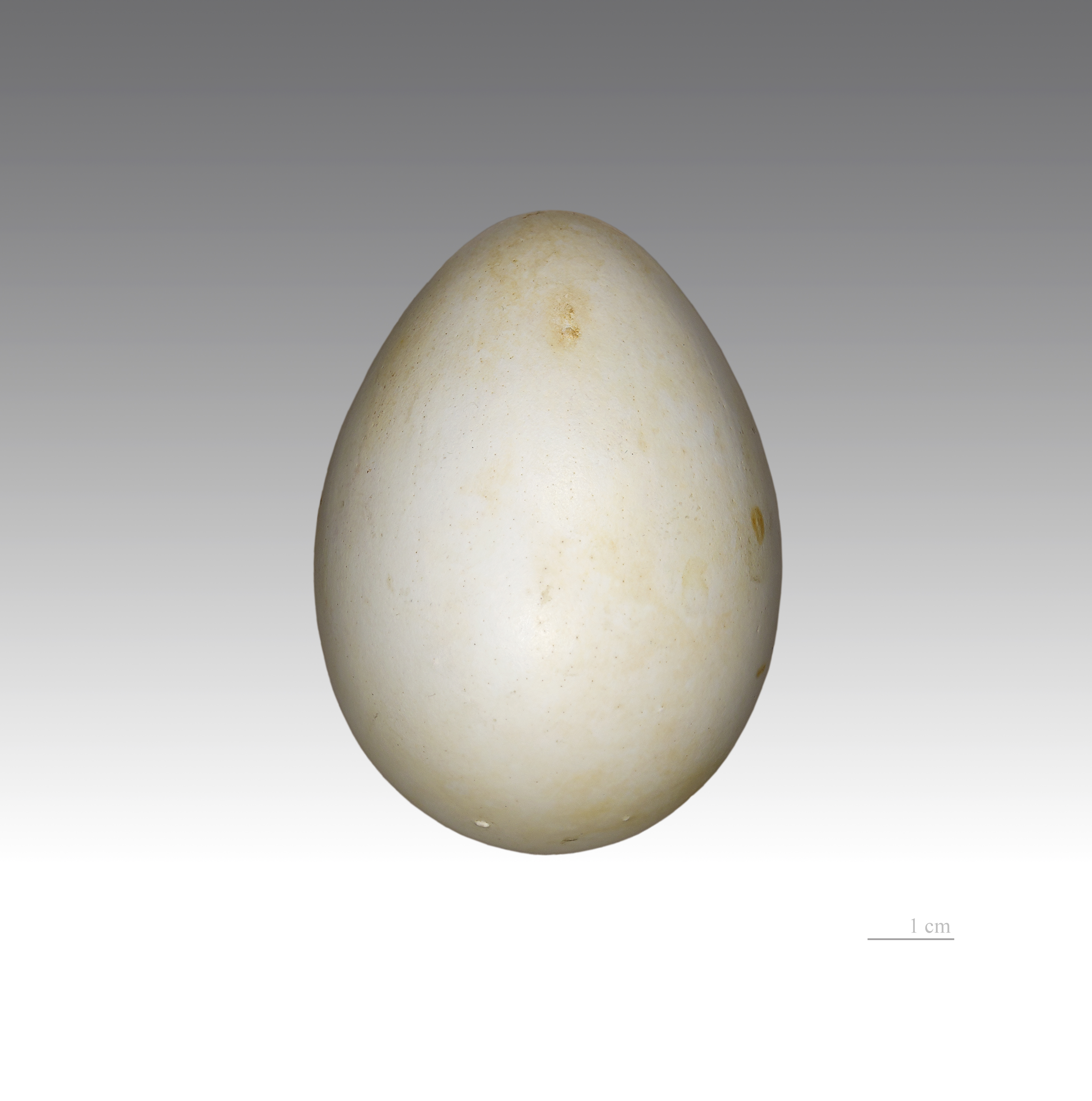
Jajo z kolekcji muzealnej

## Charakterystyka
Posiada pomarańczowy dziób i czarno-białe upierzenie. Osiąga długość 45–58 cm i waży od 2 do 3,4 kg, choć niektóre okazy ważą nawet 5 kg. Jego oczy mają czerwoną barwę.

## Pożywienie
Ptaki te mają zróżnicowaną dietę, która składa się z: kałamarnic, ośmiornic, mięczaków, planktonu, mątw i skorupiaków. Zwykle polują w grupach, na głębokości do 100 m.

## Status
Gatunek od 2008 roku jest klasyfikowany w Czerwonej księdze gatunków zagrożonych IUCN jako narażony na wyginięcie (VU – Vulnerable). W latach 1971–2007 (trzy pokolenia) jego populacja spadła o jedną trzecią. Głównym zagrożeniem dla gatunku są zmiany klimatu. Naturalnymi wrogami pingwinów skalnych są orki i lwy morskie.